# Мишуренко, Андроний Афанасьевич
Андроний Афанасьевич Мишуренко (28 августа 1899, Подберезье, Смоленская губерния — 11 апреля 1979) — наводчик 76-мм орудия 215-го гвардейского стрелкового полка, гвардии старшина — на момент представления к награждению орденом Славы 1-й степени.

## Биография
Родился 28 августа 1899 года в деревне Подберезье Краснинского района Смоленской области. Рано остался сиротой, был пастушонком в своей деревне. Став старше, уехал в город Петроград, работал на Балтийском заводе учеником электромонтера.
В 1919 году добровольцем ушёл в Красную Армию, три года воевал на фронтах гражданской войны в артиллерии. В 1928 году уехал в Сибирь. Жил в селе Сотниково Канского района Красноярского края. Работал бухгалтером в совхозе «Тайнинский» того же района.
В 1942 году был призван в армию. В феврале 1942 года с пополнением прибыл в 1311-й стрелковый полк 173-й стрелковой дивизии и был назначен повозочным в артиллерийский расчет. Вскоре в бою в районе города Юхнов заменил выбывший из строя расчет. Вспомнив службу в годы гражданской войны, встал за наводчика. Точным огнём помог отразить контратаку противника, подбил танк. Затем вывез раненых бойцов расчета в медсанбат. После этого боя был назначен наводчиком в расчет сержанта Яновского, с которым прошел всю войну.
В августе 1942 года дивизия, в которой воевал Мишуренко, была переброшена на Сталинградский фронт. К ноябрю того же года в боях под Сталинградом расчет сержанта Яновского, наводчиком в котором был Мишуренко, уничтожил более 100 противников, 6 пулеметов и несколько блиндажей. В последующих боях, и особенно в конце декабря, при штурме Казачьего Кургана, расчет уничтожил тягач, шесть пулеметов и несколько блиндажей.
В марте дивизия стала 77-й гвардейской, а полк, в котором воевал артиллерист Мишуренко — 215-м гвардейским. После Сталинграда были бои на Курской дуге, освобождение Чернигова, форсирование Днепра. В 1943 году Мишуренко вступил в ВКП/КПСС.
В начале декабря 1943 года в бою за деревню Ивановка на подступах к городу Калинковичи гвардии ефрейтор Мишуренко «… проявил боевое умение и мужество. Огнём своей пушки прямой наводкой уничтожил две огневые точки, подбил орудие и истребил не менее тридцати гитлеровцев». Приказом от 8 декабря 1943 года гвардии ефрейтор Мишуренко Андроний Афанасьевич награждён орденом Славы 3-й степени.
В апреле 1944 года 77-я гвардейская стрелковая дивизия в составе 69-й армии 1-го Белорусского фронта заняла оборону западнее города Ковеля. 30 апреля в районе города Турийска гвардии младший сержант Мишуренко при отражении атаки противника точным огнём вывел из строя 2 танка, станковый пулемет и истребил около 20 вражеских солдат. Приказом от 19 июня 1944 года гвардии младший сержант Мишуренко Андроний Афанасьевич награждён орденом Славы 2-й степени
В начале июня 1944 года 77-я гвардейская стрелковая дивизия перешла в наступление на ковельско-люблинском направлении. Расчет старшины Янковского на руках перетащил орудие на правый берег реки Турья и, действуя в боевых порядках пехоты, прямой наводкой уничтожил два пулемета и до взвода противников. 9 июля, в районе населенного пункта Дольск противники, перейдя в наступление, потеснили пехоту и орудие Янковского оказалось без прикрытия. Мишуренко был ранен, но продолжал вести выполнять боевую задачу. Точными выстрелами он уничтожил грузовую машину с вражескими солдатами, подавил огнь трех пулеметных точек, истребил около взвода противников. Осколком разорвавшейся рядом мины был ещё раз ранен. Товарищи отнесли потерявшего сознание наводчика в медсанбат.
Это был последний бой артиллериста Мишуренко. В госпитале он узнал о высокой награде, из-за ранения на фронт больше не вернулся.
Указом Президиума Верховного Совета СССР от 18 ноября 1944 года за образцовое выполнение заданий командования в боях с немецко-вражескими захватчиками гвардии старшина Мишуренко Андроний Афанасьевич награждён орденом Славы 1-й степени. Стал полным кавалером ордена Славы.
В 1945 году А. А. Мишуренко был демобилизован. Вернулся в Красноярский край, в деревню Сотниково, где его ждала семья. До выхода на пенсию в 1960 году трудился бухгалтером в совхозе. Последние годы жил в городе Могилеве. Скончался 11 апреля 1979 года.
Награждён орденами Славы 3-х степеней, медалями (в том числе «За оборону Сталинграда»).
Его именем названы улицы в деревне Сотникова и городе Канске Красноярского края.